# 埃斯塔勒国营工厂
埃斯塔勒国营工厂（法語：Fabrique Nationale de Herstal，一般只称作Fabrique Nationale，香港有線電視譯為“國營赫斯塔爾”公司），简称FN Herstal或FN，是总部位于比利時埃斯塔勒的一家军工公司，其控股公司埃斯塔勒集团（Herstal Group）为瓦隆大区政府完全拥有，是欧洲最大的轻兵器出口企业。
FN在美國有分部（FN America），主要研制及開發各類槍械與子彈。

## 歷史

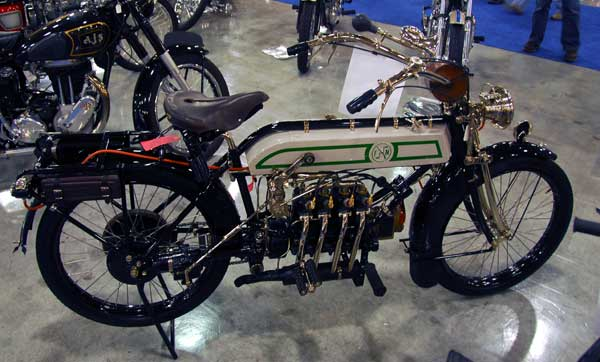
配直列四缸引擎軸動式的1913 FN摩托車在2007年的拍賣以58,000美元賣出

FN開始於比利時列日附近的一個小鎮埃斯塔勒。（國家戰爭武器製造廠）於1889年開始製造比利時政府訂購的150,000支毛瑟步槍。
1898年該工公司與著名的武器設計師約翰·白朗寧開始一個長遠的合作關係。FN曾是比利時重要的機動車輛製造廠，曾於20世紀在埃斯塔勒生產汽車，FN摩托車一直繼續到1965年，卡車到1970年。
一把編號19074口徑7.65 × 17mm（.32 ACP）的FN 1910半自動手槍曾被用來刺殺奧匈帝國皇儲費迪南大公夫婦，該事件引發了一次大戰。1930年代末期推出用曾於二次大戰使用的英國.303 British白朗寧空用機槍是經授權製造的白朗寧設計FN，而不是常被誤認的「柯爾特-白朗寧」。
FN擁有溫徹斯特連發武器公司與白朗寧武器公司。FN與白朗寧武器公司也曾聯手研發白朗寧GP35 High Power半自動手槍。設在南卡羅來納州哥倫比亞的FN是屬於其旗下的軍事部門。主要負責開發美國政府合約採購的軍、警用武器，包括M16突擊步槍（生產承包）、M249輕機槍、M240通用機槍及FNP／FNX手槍／FN FNS系列等。

## 前衛的設計

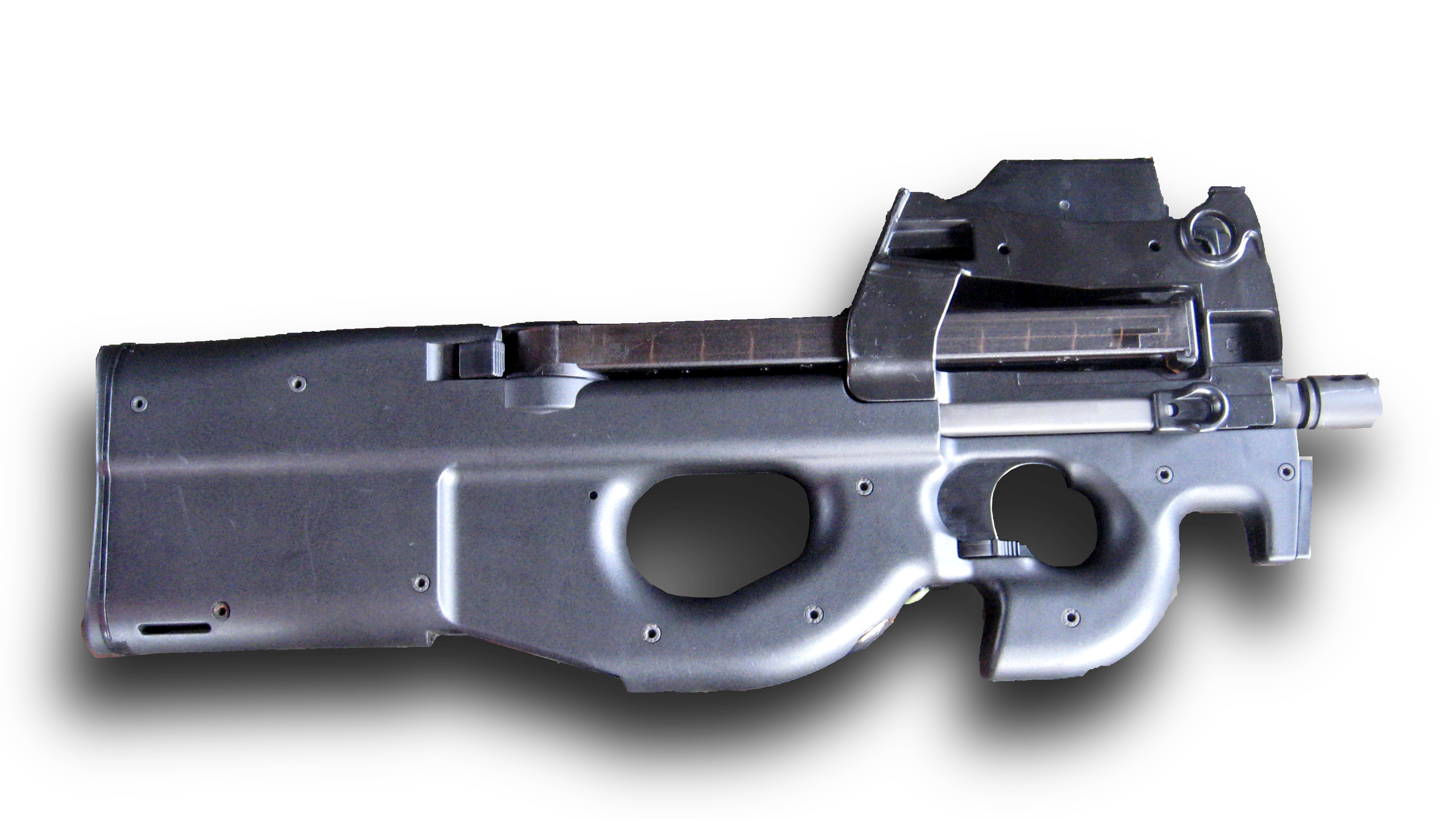
P90個人防衛武器/衝鋒鎗

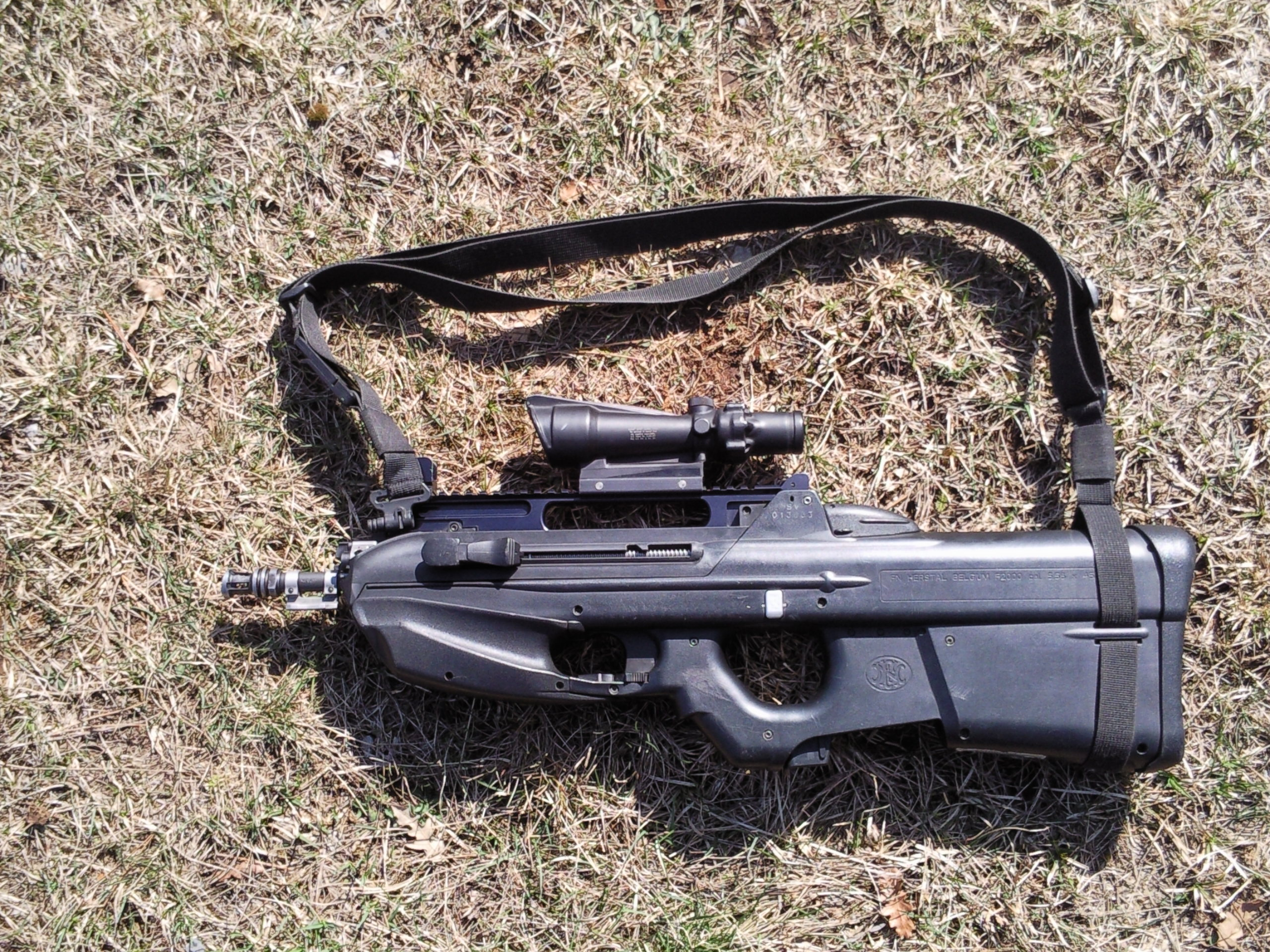
FN F2000突擊步槍

FN近年有很多獨特及前衛的槍械設計，如有50發子弹的FN P90個人防衛武器、獲多國採用的FN MAG／L7通用機槍／M240通用機槍和FN Minimi／M249班用自動武器、現代化犢牛式結構的FN F2000、可轉換機匣和快速更換三種不同長度槍管的FN SCAR等。

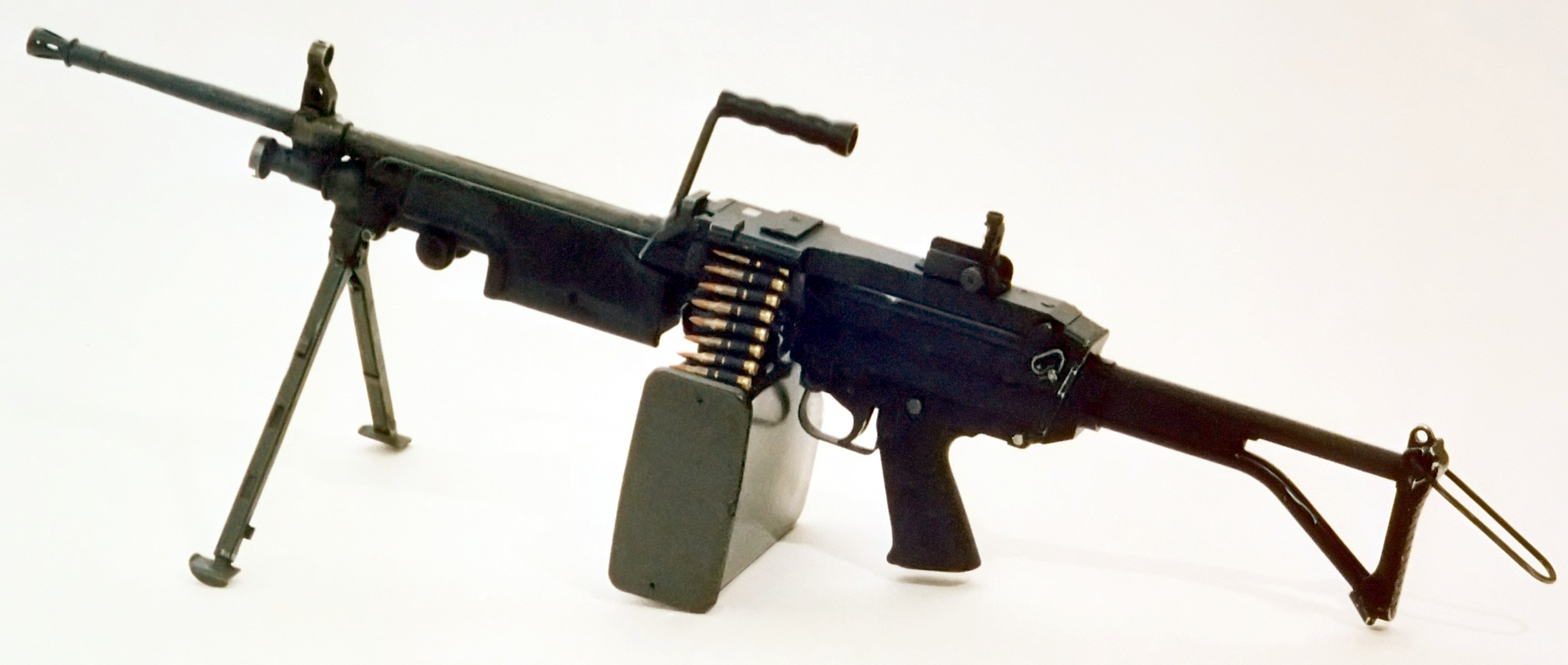
FN Minimi輕機槍

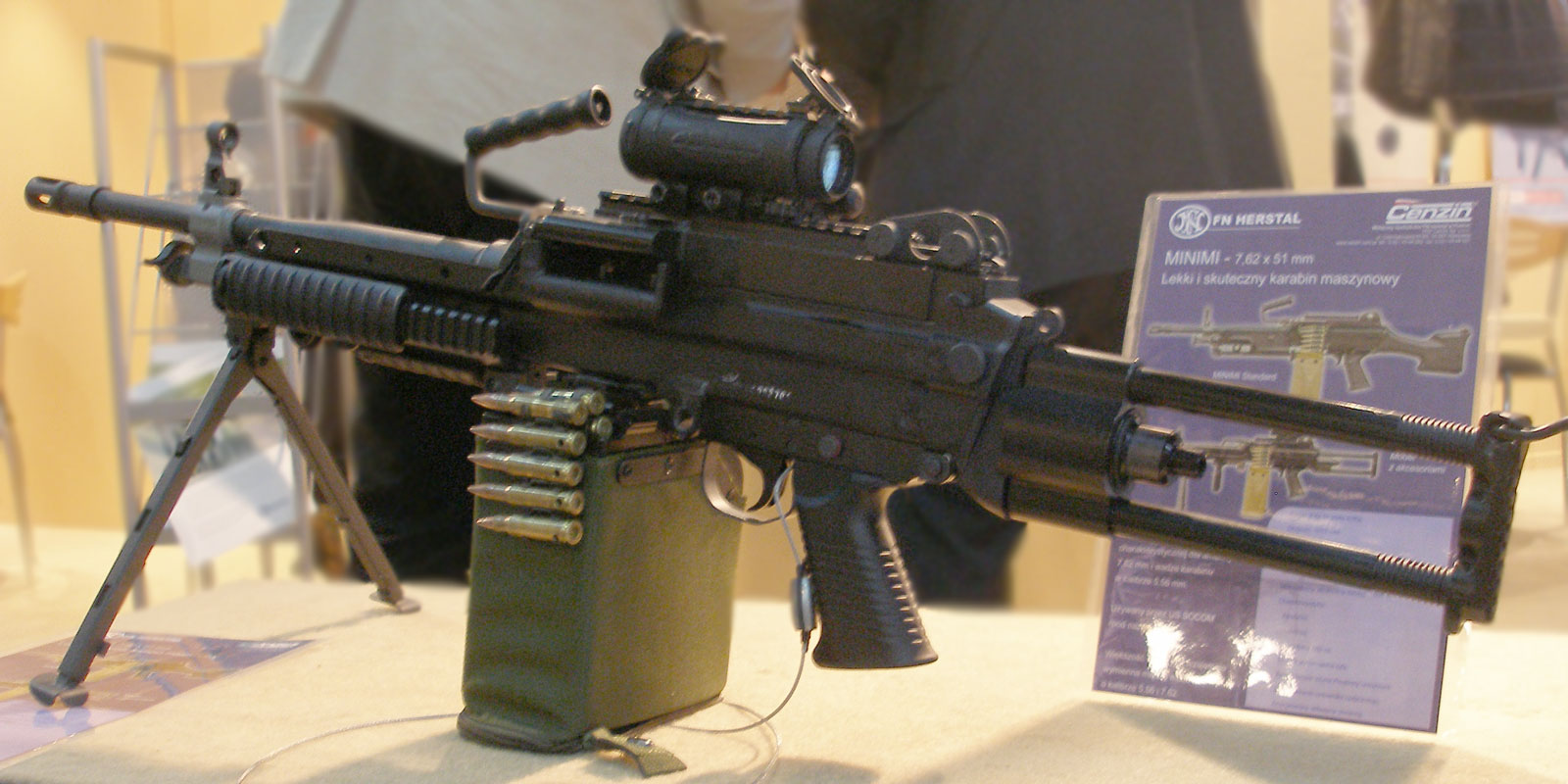
FN Minimi 7.62通用機槍

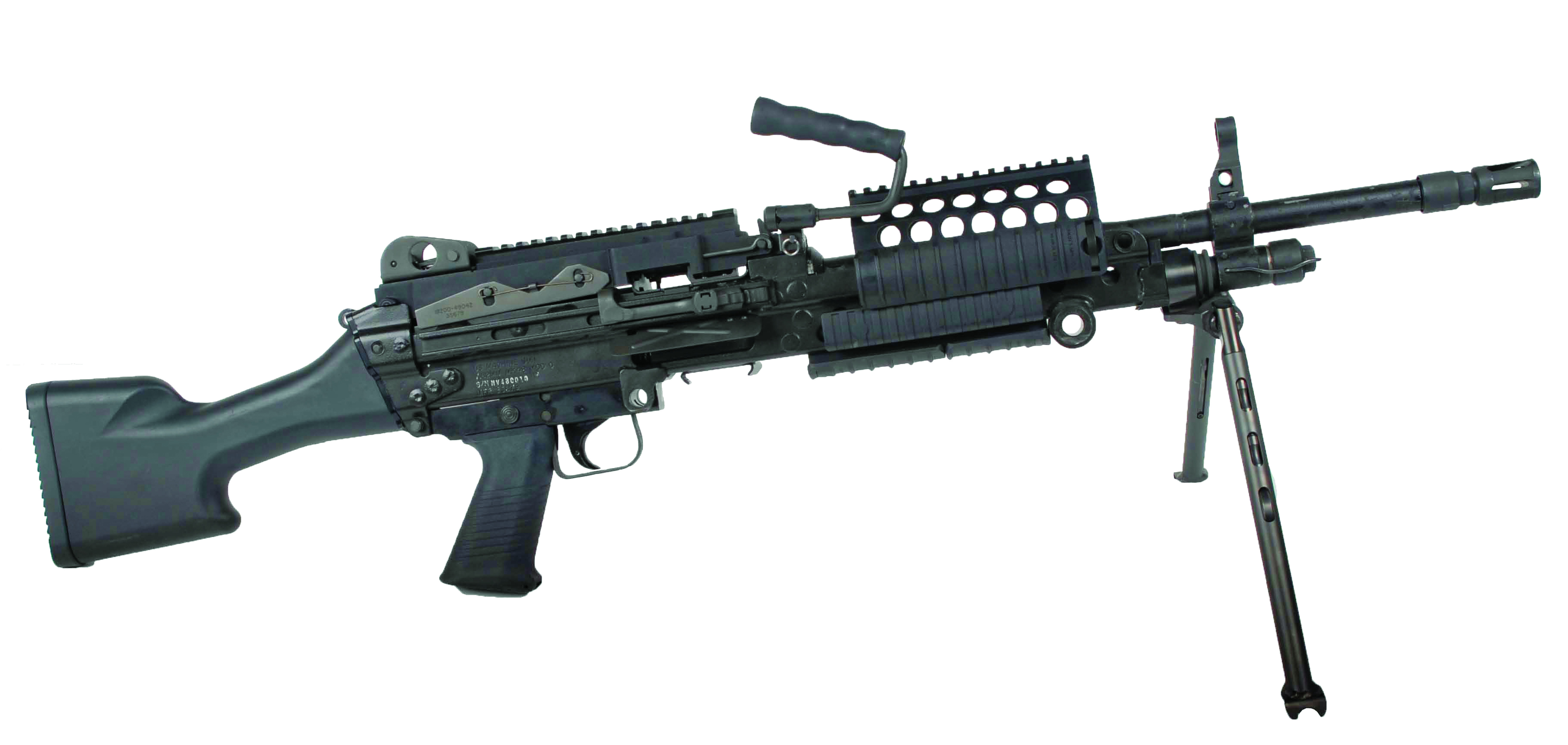
Mk 48輕量化機槍

## 產品

### 手槍
- FN M1900—半自動手槍，使用.32 ACP
- FN M1903—半自動手槍，使用9mm Browning Long（英语：9mm Browning Long）
- FN M1905—半自動手槍，使用.25 ACP
- FN M1910—半自動手槍，.32 ACP及.380 ACP（英语：.380 ACP）
- FN白朗寧大威力手槍—半自動手槍，使用7.65×21毫米鲁格弹（英语：7.65×21mm Parabellum）、9毫米魯格彈、.357 SIG及 .40 S&W
- FN HP-DA—半自動手槍，使用9毫米鲁格弹
- FN Forty-Nine—半自動手槍，使用9毫米魯格彈及.40 S&W
- FN Five-seveN—半自動手槍，使用5.7×28毫米
- FN FNP—半自動手槍，使用9毫米魯格彈、.40 S&W及.45 ACP
- FN FNX—半自動手槍，使用9毫米魯格彈、.40 S&W及.45 ACP，FNP的改进型，雙/單動扳機
- FN FNS—半自動手槍，使用9毫米魯格彈及.40 S&W，FNX的雙動扳機型
- FN 509—半自動手槍，使用9毫米魯格彈，FN FNS的重新設計型

### 衝鋒槍
- 烏茲衝鋒槍—得到以色列軍事工業的合法生產許可，使用9×19mm鲁格弹
- FN P90—個人防衛武器，使用5.7×28毫米子彈
  - FN PS90—P90美國國內半自動民用型

### 步槍

#### 手動步槍
- FN 24/30—手動步槍，使用7.92×57毫米毛瑟
- FN 30-11—狙擊步槍，使用7.62×51毫米 NATO，基于Kar98k
- FN SPR—狙擊步槍，使用7.62×51毫米NATO
- FN PBR—狙擊步槍，使用7.62×51毫米NATO
- FN Ballista—狙击步枪，使用7.62×51毫米NATO、.300 Winchester Magnum及.338 Lapua Magnum

#### 半自動／自動步槍
- FN M1949—半自動步槍，使用7×57毫米毛瑟彈，7.65×53毫米毛瑟彈，.30-06春田步槍彈及7.92×57毫米毛瑟
- FN FNAR—半自動步槍，使用7.62×51毫米NATO
- FN FAL—自动步枪／战斗步枪，使用7.62×51毫米NATO
- FN CAL—突击步枪，使用5.56×45毫米NATO，基于FAL
- FN FNC—突击步枪，使用5.56×45毫米NATO
- FN F2000—犢牛式突擊步槍，使用5.56×45毫米NATO
  - FN FS2000—F2000半自動民用型
- FN SCAR—突擊步槍／战斗步枪，美軍SCAR計劃产物，使用5.56×45毫米NATO，7.62×51毫米NATO及其他特製子彈
  - FN SCAR-H PR／TPR—FN SCAR-H LB的狙擊改進型（精確射手步槍），分別採用折疊及伸縮式槍托與高精度射擊型槍托。

### 機槍
- 白朗寧自動步槍—使用7.92×57毫米毛瑟
- FN MAG—通用機槍，使用7.62×51毫米NATO
- FN BRG-15—  實驗型重機槍，使用15.5×115毫米
- FN Minimi—輕機槍，使用5.56×45毫米NATO
- FN Minimi 7.62—通用机枪，使用7.62×51毫米NATO的Minimi
- Mk 48 Mod 0/1—通用機槍，使用7.62×51毫米NATO

### 霰彈槍
- 白朗寧Auto-5—自動裝填霰彈槍，使用12號霰彈
- FN TPS—泵動式霰彈槍，使用12號霰彈
- FN SLP—泵動式霰彈槍，使用12號霰彈
- FN SC-1—上下雙管霰彈槍，使用12號霰彈
- FN P-12—泵動式霰彈槍，使用12號霰彈

### 其他
- FN 303—非致命鎮暴武器
- FN GL1—裝在FN F200040毫米榴彈發射器
  - FN EGLM—GL1的改進型，裝在FN SCAR的40毫米榴彈發射器
- FN HMP250—重機槍莢艙，配備.50口徑FN M3P重機槍，250發彈箱，以及彈鏈彈殼回收箱。
- FN HMP400—重機槍莢艙，配備.50口徑FN M3P重機槍，400發彈箱，以及僅回收彈鏈與回收彈鏈和彈殼的回收箱。
- FN RMP—火箭及重機槍莢艙，配備.50口徑FN M3P重機槍，250發彈箱，僅回收彈鏈的回收箱，以及三管70毫米航空火箭發射器。

## 相關資訊
- 手槍子彈列表
- 步槍子彈列表

## 外部連結
- （英文）—FN官方網站（页面存档备份，存于）
- （英文）—FN USA官方網站（页面存档备份，存于）
- （中文）—槍炮世界—FN公司 （页面存档备份，存于）